# TV 2 Kosmopol
TV 2 Kosmopol, tidligere TV 2 Lorry, er et regional mediehus, der sender nyheder og aktualitetsprogrammer til hovedstadsregionens 1,9 mio. indbyggere. Stationen er således den af TV 2-regionerne med det største potentielle publikum. Den beskæftiger ca. 80 ansatte.
TV 2 Kosmopol har sin redaktion i det gamle forlystelsesetablissement Lorry på Frederiksberg, som stationen siden 1999 har ejet. Tidligere ejede Frederiksberg Kommune stedet. Den første udsendelse fra stationen løb over skærmen 2. januar 1990.
TV 2 Kosmopol er som de øvrige regionale stationer en selvstændig virksomhed, der finansieres ved hjælp af licensmidler. Stationen har ofte samarbejdet med andre medier om udsendelser.
Morten Kjær Petersen blev pr. 1. januar 2015 direktør for TV 2 Lorry (nu TV 2 Kosmopol). Han afløste Dan Tschernia der var stationens direktør fra 1989 til og med 2014.

## Værter

### Nuværende
Opdateret januar 2023
- Marco Houlind (2003-)
- Julie Andersen (2017-)
- Kasper Blomgren (2021-)
- Camilla Bresemann
- Rebekka Juul Bruun

### Tidligere
- Christian Bækgaard (2013-31. december 2014)
- Jesper Vorre Rasmussen
- Jytte la Cour Bergmann
- Rie Helmer Nielsen
- Camilla Rozenfeld
- Stine Lyndgaard
- Peter Glüsing
- Jonas Steene
- Bettina Bundgaard
- Line Baun Danielsen (2011-2016)
- Nanna Andreasen
- Stine Thomsen
- Nadia Filt
- Peter Blæsild